# Joetje

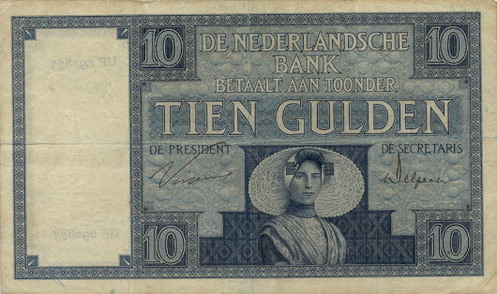
Een 'joetje' oftewel 10 gulden uit 1930

Een joetje (of joet, joedje, juutje) is tien gulden.
De benaming komt uit het Hebreeuws. In het Hebreeuwse alfabet is de letter jod (ook wel uitgesproken joed) de tiende letter. Via het Jiddisch kwam het in het Nederlands terecht.